# Golaten

Vue aérienne d'Oberruntigen et Golaten par Walter Mittelholzer (1925)

Golaten est une ancienne commune suisse du canton de Berne, située dans l'arrondissement administratif du Seeland. Avant son absorption par Kallnach le 1er janvier 2019, la commune était rattachée à l'arrondissement administratif de Berne-Mittelland.